# Giuseppe Saredo
Giuseppe Saredo (Savona, 16 settembre 1832 – Roma, 29 dicembre 1902) è stato un giurista e politico italiano.

## Biografia
Fu senatore del Regno d'Italia nella XVII legislatura. Presiedette il Consiglio di Stato.
Dal 26 giugno 1891 all'11 gennaio 1892 fu nominato Commissario Regio di Napoli.
Nel 1900 fu membro di una Commissione d'inchiesta su Napoli, divisa in più parti, che indagò sul risanamento, le fognature, l'acquedotto del Serino, l'istruzione, i bilanci, ecc. Gli intenti iniziali erano buoni ed utili ma il risultato finale risultò arbitrario e fuorviante e non lo si considerò né serio, né obiettivo.[ ??Ma chi non considerò i lavori seri e obiettivi??]

Nel 1901 la Commissione provò i legami con la camorra del sindaco Celestino Summonte. Per l'appoggio fornito al sindaco, l'inchiesta coinvolse anche "Il Mattino", ed il giornalista Edoardo Scarfoglio, che venne accusato di aver ricevuto denaro per scrivere i suoi articoli nella direzione voluta dagli accusati, nei tre anni della durata dell'inchiesta attaccò a più riprese violentemente Saredo.